# Paisy-Cosdon
Paisy-Cosdon település Franciaországban, Aube megyében. Lakosainak száma 334 fő (2022. január 1.). Paisy-Cosdon Bérulle, Planty, Rigny-le-Ferron, Saint-Benoist-sur-Vanne és Aix-Villemaur-Pâlis községekkel határos.

## Népesség
A település népességének változása:
| Lakosok száma | 200  | 206  | 247  | 285  | 339  | 338  | 338  | 334  | 335  | 334  |
|               | 1968 | 1982 | 1990 | 2006 | 2013 | 2015 | 2017 | 2019 | 2020 | 2022 |